# Обмен заключённых

Луис Корвалан

Обме́н заключённых (узников, пленных, арестантов) — соглашение, по которому стороны, находящиеся в противостоянии (например, в состоянии войны или иного конфликта) одновременно освобождают определённых заключённых: шпионов, пленных, заложников или политических заключённых. Такой обмен сопровождается высылкой   и передачей другому государству. 
Обмен заключённых в международном праве регламентируется Женевскими конвенциями от 1929 и 1949 гг.
Обмен заключённых возможен в том случае, когда руководство обеих сторон взаимно обвиняют друг друга в физическом преследовании политических противников и содержании их под стражей (в тюрьмах или лагерях), применении к ним пыток.
Многие леворадикальные организации (например, ALN, MR-8, Тупамарос и др.) захватывали высокопоставленных чиновников своих и чужих государств с целью вынудить правительства выпустить на свободу подвергаемых пыткам политических заключённых.
Наиболее известным случаем обмена политзаключенными в СССР является обмен Луиса Корвалана на Владимира Буковского в декабре 1976 года.
5 октября 1986 года, накануне встречи Михаила Горбачёва и Рональда Рейгана в Рейкьявике, в обмен на арестованного в США советского разведчика был выслан в США и лишён советского гражданства Юрий Орлов.
9 июля 2010 года было сообщено, что президент России Д. А. Медведев подписал указ о помиловании четырёх граждан России (Игоря Сутягина, Сергея Скрипаля, Александра Запорожского и Геннадия Василенко), удовлетворив их прошения о помиловании. Как сообщил источник в администрации президента, при принятии решения о помиловании учитывалось то, что все осуждённые уже понесли суровое наказание. Помилование было произведено в рамках операции по обмену четырёх граждан России, осуждённых за шпионаж в пользу США и Великобритании и отбывающих наказание в России, на десятерых агентов российских спецслужб (граждан России), задержанных в США в июне 2010 года. По утверждению сайта Lenta.ru, список российских заключённых для обмена был предложен американскими властями, причём обмен Сутягина назывался обязательным условием сделки.

### Обмен заключёнными между Украиной и Россией
25 мая 2016 года в России президент России Владимир Путин подписал указ о помиловании украинской лётчицы Надежды Савченко, а президент Украины Пётр Порошенко удовлетворил прошения о помиловании сотрудников российского ГРУ Евгения Ерофеева и Александра Александрова. Впоследствии страны обменялись осуждёнными.
14 июня 2016 года состоялся обмен осужденных в России граждан Украины Геннадия Афанасьева и Юрия Солошенко на обвиняемых в сепаратизме и причастности к событиям 2 мая граждан Украины Елену Глищинскую и Виталия Диденко.

### Обмен заключёнными между Западом и Россией
1 августа 2024 года после долгих переговоров между Россией, Беларусью и странами запада состоялся большой обмен заключёнными. 
В ходе обмена Россия вернула 8 человек включая Вадима Красикова, и двух детей осужденной за шпионаж супружеской пары. В обмен Запад вернул 16 человек, преимущественно российских оппозиционеров. 